# 高梨利右衛門
高梨 利右衛門（たかなし りえもん、? - 元禄元年（1688年）12月）は、江戸時代前期の肝煎。

## 経歴・人物
出羽置賜郡屋代郷二井宿村（現：山形県東置賜郡高畠町二井宿）の人物。
米沢藩の重税と苛政に苦しむ屋代郷の農民を救うため、寛文6年（1666年）幕府に訴える。のち元禄元年（1688年）12月越訴の罪で磔刑となった。
利右衛門はのち義民として語り継がれ、高畠町立二井宿小学校の校庭内には利右衛門を祀った碑（義民高梨利右衛門酬恩碑）がある。